# Kurt Prinz von Buchau

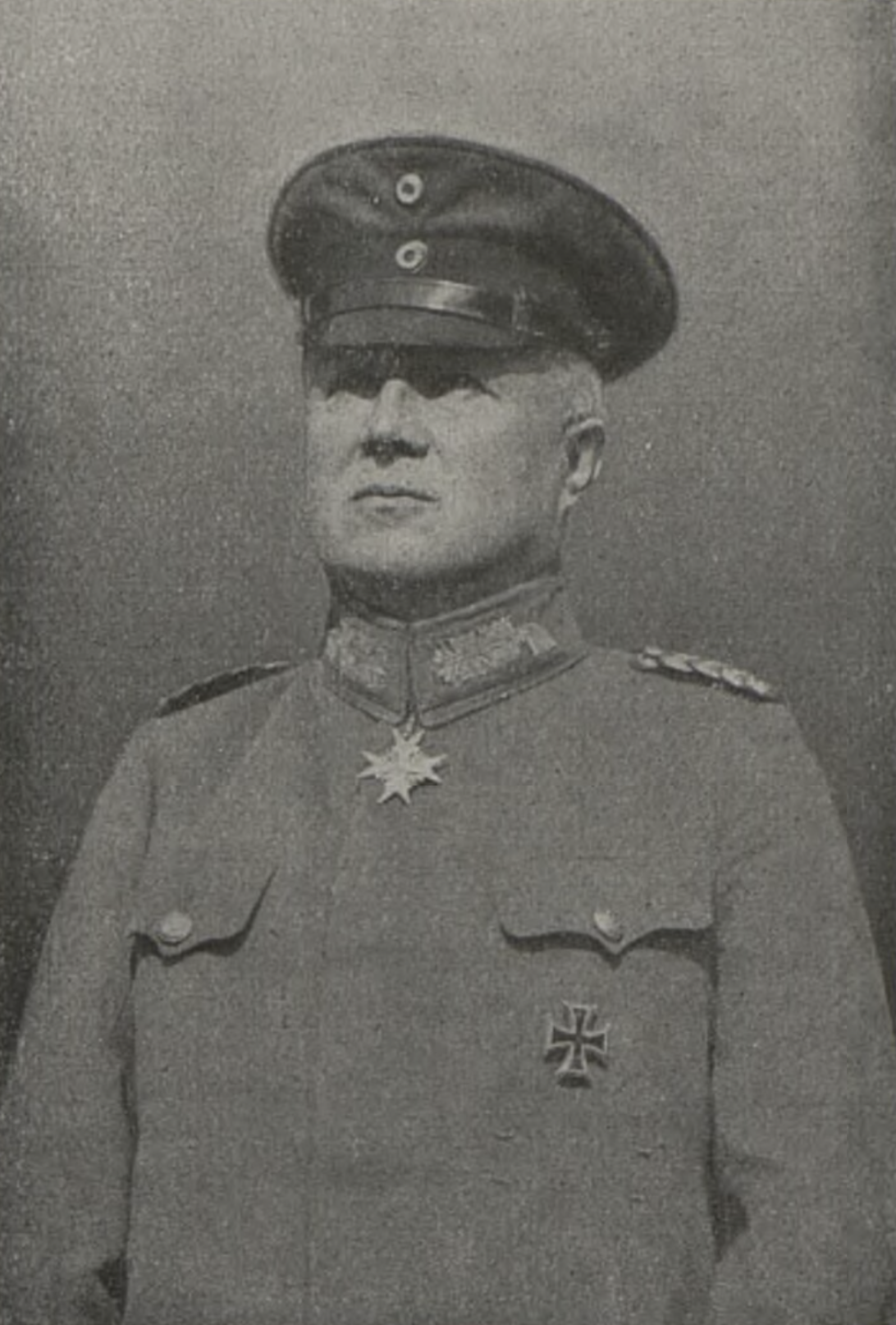
Kurt Prinz von Buchau (c. 1918)

Hans Kurt Wilhelm Freiherr Prinz von Buchau (* 25. April 1863 in Neisse; † 29. Mai 1918 bei Cierges, Frankreich) war ein preußischer Generalmajor.

## Leben

### Herkunft
Kurt entstammte dem 2. Ast (Nieder-Kühschmalz) der I. Linie des Adelsgeschlechts Prinz von Buchau. Er war der jüngste Sohn des preußischen Oberst Theodor Freiherr Prinz von Buchau (1811–1871) und dessen Ehefrau Ernestine, geborene Koschny (1827–1907). 

### Militärkarriere
Aus dem Kadettenkorps kommend, wurde Prinz von Buchau am 16. April 1881 als charakterisierter Portepeefähnrich dem 4. Niederschlesischen Infanterie-Regiment Nr. 51 der Preußischen Armee überwiesen und avancierte bis Mitte September 1882 zum Sekondeleutnant. Zum 1. April 1887 folgte seine Versetzung in das neuerrichtete Infanterie-Regiment Nr. 138 nach Straßburg. Dort war er ab Januar 1889 Adjutant des III. Bataillons, rückte Ende März 1891 zum Premierleutnant auf und fungierte vom 3. Oktober 1892 bis zum 13. November 1895 als Regimentsadjutant. Anschließend wurde Prinz von Buchau als Adjutant der 37. Infanterie-Brigade nach Oldenburg kommandiert und mit der Beförderung zum Hauptmann am 19. März 1896 unter Belassung in seinem Kommando in das 2. Hannoversche Infanterie-Regiment Nr. 77 versetzt. Mit der Ernennung zum Kompaniechef im Grenadier-Regiment „Kronprinz Friedrich Wilhelm“ (2. Schlesisches) Nr. 11 kehrte er am 27. Januar 1898 in den Truppendienst zurück. Als Major war Prinz von Buchau vom 22. April 1905 bis zum 17. Oktober 1908 Adjutant beim Generalkommando des VI. Armee-Korps in Breslau und wurde anschließend Kommandeur des I. Bataillons im Colbergschen Grenadier-Regiment „Graf Gneisenau“ (2. Pommersches) Nr. 9 in Stargard. Am 22. April 1912 folgten seine Beförderung zum Oberstleutnant und Versetzung zum Stab des 7. Thüringischen Infanterie-Regiments Nr. 96 in Gera. Zugleich war er im Herbst 1913 kurzzeitig als Führer des 1. Reserve-Infanterie-Regiments im Bereich des XI. Armee-Korps kommandiert. Am 4. April 1914 beauftragte man Prinz von Buchau zunächst mit der Führung des Infanterie-Regiments „Großherzog Friedrich Franz II. von Mecklenburg-Schwerin“ (4. Brandenburgisches) Nr. 24 und ernannte ihn Ende des Monats unter Beförderung zum Oberst zum Regimentskommandeur.
In dieser Eigenschaft marschierte Prinz von Buchau nach Ausbruch des Ersten Weltkriegs im Verbund mit der 6. Infanterie-Division in das neutrale Belgien ein und nahm an den Schlachten bei Mons und Frameries teil. Es folgten Kämpfe in Frankreich an der Marne und der Aisne. Von Ende Januar bis Anfang März 1915 führte er zugleich die 33. Reserve-Infanterie-Brigade und war mit seinem Regiment in die Frühjahrsschlacht bei La-Bassée und Arras eingebunden. Im Herbst wurde Prinz von Buchaus Verband auf den Balkan verlegt, um sich hier am Feldzug gegen Serbien zu beteiligen. Nach Beendigung der Operationen kam das Regiment Mitte November nach Ungarn und kehrte Ende des Jahres an die Westfront zurück.
Am 20. November 1915 wurde Prinz von Buchau zum Kommandeur der 102. Reserve-Infanterie-Brigade ernannt, die in Stellungskämpfen vor Ypern lag.  Ende Juni 1916 übernahm er die 225. Infanterie-Brigade, kämpfte an der Aisne sowie an der Somme und wurde Mitte Dezember 1916 mit dem Kronen-Orden II. Klasse mit Schwertern ausgezeichnet. Seine Brigade nahm in der Folge an den Kämpfen zwischen Maas und Mosel, im Frühjahr 1917 an der Doppelschlacht Aisne-Champagne sowie den Stellungskämpfen am Chemin des Dames teil. Dort erfolgte am 18. August 1917 seine Beförderung zum Generalmajor. Nach Räumung des Chemin des Dames lag seine Brigade im Winter 1917/18 in Stellungskämpfen nördlich der Ailette. Dann wurde Prinz von Buchau am 28. Februar 1918 zum Kommandeur der 28. Infanterie-Division ernannt, die sein Heeresgruppenführer Max von Gallwitz als „Spezialistin in Unternehmungslust und Angriffsgeist“ bezeichnete. In der Großen Schlacht in Frankreich gelang ihm bei Saint-Quentin der Durchbruch, und er konnte bis zur Avre nördlich Montdidier trotz feindlicher Gegenwehr vordringen. Dabei hatte er aber auch Verluste von rund 3000 Mann zu verzeichnen. Für diese Taten reichte ihn sein Kommandierender General Walther von Lüttwitz zur Verleihung des Ordens Pour le Mérite ein, den Prinz von Buchau durch AKO vom 11. Mai 1918 erhielt. Während der Ende des Monats beginnenden Angriffsschlacht bei Reims und Soissons fiel er nördlich Cierges bei Reims.

### Familie
Prinz von Buchau hatte sich am 25. September 1901 mit Gertrud Erdmann (* 1879) verheiratet. Aus der Ehe gingen die Kinder Irmgard (* 1902), Kurt (* 1908) und Charlotte (* 1908) hervor.